# クイーンズ・ボウリング
『クイーンズ・ボウリング』は、1971年4月2日から1972年3月31日、および1972年7月5日から同年9月27日までTBS系列局で放送されていたTBS製作のボウリング番組である。

## 概要
TBSでは初のゴールデンタイムに放送されたボウリング番組で、ボウリングブームの最中にスタートした。番組は、日本トップの女子プロボウラーたちが国際試合に参戦し、アメリカなどから参戦するトップボウラーたちと競いあう模様を放送していた。
番組は1年間放送された後に一旦終了したが、それから3か月後に放送曜日を変えて再登場を果たした。

## 放送時間
いずれも日本標準時。
- 金曜 20:00 - 20:56 （第1期）
- 水曜 20:00 - 20:56 （第2期）

## 出場選手
- 中山律子
- 井上和子
- 石井和枝
- マリー・ベーカー
- ほか多数